# Natri bis(trimethylsilyl)amide
Natri bis(trimetylsilyl)amua là hợp chất hóa học với công thức ((CH3)3Si)2NNa.  Hóa chất này, thường gọi tắt là NaHMDS (natri hexametylđisilazua), là một base mạnh dùng trong các phản ứng tách proton hay xúc tác base. Ưu điểm là nó có thể tìm thấy ở dạng rắn và tan được với lượng lớn trong các dung môi không phân cực như THF, đietyl ete, benzen, và toluen bởi nhóm ưa béo TMS.
NaHMDS nhanh chóng phân hủy trong nước để tạo ra natri hydroxide và bis(trimetylsilyl)amin.

## Cấu trúc
Thông thường các chất cơ kim phân cực thể hiện dưới dạng ion, nhưng NaHMDS lại có rất ít tính chất ion. Cấu trúc phân tử như trên hình là hợp lý hơn cả - nguyên tử natri gắn với nguyên tử nitơ thông qua một liên kết cộng hóa trị phân cực. Khi không dung môi hóa, nó là chất rắn ở dạng trime hóa.

## Ứng dụng trong tổng hợp
NaHMDS được dùng rộng rãi như một base cho các axit C-H. Các phản ứng tiêu biểu:
- Tách proton của xeton và este để tạo các dẫn xuất enolat.
- Tạo các halocacben như CHBr và CHI bằng phản ứng tách hiđrohalide của CH2X2 (X = Br, I). Các cacben này cộng hợp với anken tạo thành dẫn xuất thế của xiclopropan.
- Tạo thuốc thử Wittig thông qua phản ứng tách proton các muối photphoni.
- Tách proton của xianohiđrin.

NaHMDS cũng dùng cho các axit N-H.
NaHMDS phản ứng với ankyl halide tạo ra các dẫn xuất amin:
(CH3)3Si)2NNa  +  RBr  →  (CH3)3Si)2NR  +  NaBr
(CH3)3Si)2NR  +  H2O  →  (CH3)3Si)2O  +  RNH2
Quá trình trên được mở rộng lên thành phản ứng aminomwtyl hóa nhờ tác chất (CH3)3Si)2NCH2OMe, chứa một nhóm metoxi không thay thế.
- Tách proton các chất đầu để tạo thành các cacben bền.